# سويدية كبيرة (الرقة)
سويدية كبيرة قرية سورية تتبع ناحية مركز الرقة في منطقة مركز الرقة في محافظة الرقة. بلغ عدد سكانها 25000 نسمة في عام 2021 حسب إحصاء المكتب المركزي للإحصاء.

## الموقع
بلدة تقع على كتف «سد الفرات» على الضفة اليسرى لنهر «الفرات»، شرقي جسم سد «الفرات» بحوالي /4/ كم، كما تبعد عن مركز مدينة «الرقة» نحو /50/كم تقريباً، وقد كان اسمها السابق «قبيبة»، وهو تصغير لكلمة «قُبَّة»، كون القرية كانت مرتفعة نسبياً، وتطلُّ على نهر «الفرات» وكأنها قُبَّة

## المساحة
تبلغ مساحة البلدة حوالي 3000 هكتار وتتبع لها القرى التالية تريكية- سحل الخشب -سويدية صغيرة

## السكان
يقدر عدد سكان البلدة ب15000 نسمة وقد بني التجمع السكاني في اوائل الستينات من القرن العشرين ومعظم سكان البلدة هم من عشيرة البو جابر

## الزراعة
يمارس سكان البلدة أنشطة متعددة، لكن النشاط الغالب، هو النشاط الزراعي وتربية الحيوانات، وذلك بسبب توفر الأرض الزراعية التي تُروى بغالبيتها من شبكة الري الحكومية، التي تُجرُّ المياه من بحيرة «الأسد» المتشكلة خلف سد «الفرات» في مدينة «الثورة»، حيث خضع قسم من أراضي البلدة للاستصلاح، وتقدر المساحة المستصلحة بـ/11000/ هكتار تقريباً، حيث تم تسوية الأرض، ومُدَّتْ الأقنية الإسمنتية، وفتحت المصارف للمياه، وتم تعبيد الطرق، وقد أصبحت أغلبية الأراضي الزراعية تروى من مشاريع الري الحكومية بالراحة، وبقيت مساحات أخرى مستبعدة، ولا تصلها مياه الأقنية الإسمنتية، وهي تزرع بأشجار الزيتون، والتي تسقى عادةً بواسطة الري بالتنقيط، بالإضافة لمياه الأمطار، وقد دخلت زراعة الزيتون مؤخراً إلى البلدة، وذلك من حوالي /15/ عاماً. ويقدر عدد أشجار الزيتون المثمرة في البلدة بحوالي /150000/شجرة، وهناك أكثر من /200000/ شجرة، مزروعة منذ عدة سنوات، لكنها لم تثمر بعد. ويتركز نشاط سكان البلدة الزراعي، بشكل رئيسي في زراعة المحاصيل الإستراتيجية، كالقطن والقمح والشعير والذرة الصفراء. وقسم من أهالي البلدة يعمل في بعض البلدان العربية المجاورة، وأهم هذه الدول هي لبنان، حيث أن عدد لا بأس به من أبناء البلدة، يعملون هناك كحرفيين وفنيين والعديد من المجالات، وهناك عدد كبير من أبناء البلدة، يعمل في الوظائف الحكومية المختلفة، سواء داخل البلدة، أو في مدينتي «الثورة» و«الرقة»». 

## التعليم
كان هناك خمس مدارس ابتدائية وقد تم افتتاح أول مدرسة اعدادية عام 1977م اما المدرسة الثانوية فقد تأخرت حتى عام 2003م ويعتبر التعليم في البلدة متطور ويوجد في البلدة أكثر من 90 معلم ومعلمة